# مناجم أغنيكو إيغل
شركة مناجم أغنيكو إيغل المحدودة (بالإنجليزية: Agnico Eagle Mines Limited)‏ هي شركة كندية متخصصة في تعدين الذهب؛ يعود تأسيسها إلى سنة 1953 تحت اسم Cobalt Consolidated Mining Company.
يقع مقر الشركة في مدينة تورنتو الكندية؛ وهي مدرجة في عدد من البورصات العالمية.
للشركة نشاطات تعدينية في عدد من الدول مثل كندا وفنلندا والمكسيك بالإضافة إلى الولايات المتحدة.